# Melvins
Melvins é uma banda de rock, formada em Montesano, Washington, nos Estados Unidos em 1983. Integrantes desde 1984, o vocalista e guitarrista Buzz Osborne e baterista Dale Crover são os membros mais antigos do grupo. A música da banda é difícil de rotular; com influências de grupos de punk como Wipers e Black Flag, mas também de bandas de rock mais tradicionais como Rolling Stones e Kiss, além de uma forte atitude centrada no experimentalismo e no idiossincratismo perante a música, que torna qualquer tipo de categorização difícil.

## História
Melvins foi formado em 1983 por Buzz Osborne, Matt Lukin e Mike Dillard, estudantes da mesma escola em Montesano, Washington. O acervo musical na banda consistia de covers de Jimi Hendrix, Cream e Kiss, e Hardcore Punk. Dillard eventualmente deixou a banda, e Dale Crover tornou-se o novo baterista; esta mudança marca também um novo caminho musical para a banda, quando passaram a tocar músicas mais lentas e pesadas do que o normal em um contexto punk. Buzz cita "My War" de Black Flag como forte influência no seu estilo de tocar e nas composições da banda.
Em janeiro de 1986, Buzz Osborne se juntou a eles, Kurt Cobain e Crover da Fecal Matter, como baixista e Mike Dillard como sendo o baterista. De acordo com o livro "Come as You Are: The Story of Nirvana", de Michael Azerrad, Cobain achava que Osborne não levava a banda a sério e se negava a comprar um baixo e um amplificador. Em fevereiro, a Fecal Matter se desfez e os Melvins gravaram seu EP de estréia.
Melvins era uma das bandas prediletas de Kurt Cobain, falecido líder do Nirvana. A banda lançou vários álbuns, EPs e compactos simples. Da parceria com o cantor Mike Patton nasceu a gravadora Ipecac Recordings, gravadora especializada em bandas experimentais. Seus membros participam ou participaram paralelamente de bandas como Nirvana, Fantômas, Venomous Concept, Altamont e The Men of Porn. A banda colaborou com bandas como Lustmord e músicos como Jello Biafra (ex-Dead Kennedys), Mike Patton (Faith No More) e Adam Jones (Tool). Os Melvins continuam na ativa e se apresentaram pela primeira vez no Brasil em 6 de setembro de 2008 no festival Orloff Five, em São Paulo, em suporte ao novo álbum Nude With Boots.
O álbum Working with God foi eleito pela Loudwire como o 32º melhor álbum de rock/metal de 2021.

## Formação

### Membros atuais
- Buzz Osborne – vocal e guitarra (1983–presente)
- Dale Crover – bateria, percussão, baixo, vocal (1984–presente)
- Steven Shane McDonald – baixo, vocal (2015–presente)

### Ex-membros
- Matt Lukin - baixo (1983-1987)
- Lori Black - baixo (1987-1991/1993)
- Joe Preston - baixo (1991-1992)
- Mark Deutrom - baixo (1993-1998)
- Jared Warren – baixo, vocal (2006–2015)
- Coady Willis – bateria, vocal (2006–2015)
- Kevin Rutmanis - baixo (1998-2005)

### Membros das turnês
- Tom Flynn – baixo (1990)
- Dave Sharp – baixo (1993)
- David Scott Stone – guitarra, baixo (1997–2005)
- Adam Jones – guitarra, baixo (varias datas a partir de 1998–2008)
- Jello Biafra – vocal (2004–2005, 2008, em apoio das suas colaborações)
- Trevor Dunn – contrabaixo, backing vocals (2005–2009, 2011–presente (na formação Lite))
- Mike Dillard – bateria, vocal (1983–1984, 2008–presente (Na formação the Melvins 1983))
- Jeff Pinkus – baixo (2013–2018)